# Per Daniel Amadeus Atterbom
Per Daniel Amadeus Atterbom (19 de enero de 1790 - 21 de julio de 1855) fue un poeta romántico sueco, y miembro de Svenska Akademien (La academia sueca). Nacido en Åsbo (Östergötland) y fallecido en Estocolmo, fue instructor del que sería luego el rey Oscar I de Suecia (1819-1821), para luego ser profesor de Estética y Filosofía en la Universidad de Upsala. Se lo eligió director de la Academia Sueca en 1839.
Entre los años 1841-1855 escribió los seis tomos de "Svenska siare och skalder" ("Profetas y bardos suecos"), la primera historia de la literatura sueca. Previamente había publicado la obra "Studier till philosophins historia och system" (1835), "Estudios para la historia y sistema de la filosofía" que solidificó su fama escolástica. 
Atterbom representa una de las tendencias más subversivas del romanticismo sueco, reflejando la evolución estético-religiosa y la devolución conservadora-nacionalista hasta las utopías medievales. 

## Poesía
Su poesía fue muy influenciada por el romanticismo alemán, en particular por la obra de Schelling, a quien conoció durante sus viajes por Italia y Alemania entre 1817-1819. Atterbom constrastaba el norte heroico, representado por la fuerza espiritual y lingüística de los pueblos alemanes, contra un sur sensual y musical, en el que Italia aparece como una Tierra de muerte. Algunas de estas ideas fueron difundidas en la revista Phosphoros (1810-1813), publicada por el grupo literario Auroraförbundet ("Asociación Aurora de Upsala"), que Atterbom fundó junto a otros estudiantes en 1807.
Se considera que su trabajo es el primer ejemplo de integración consciente de todos los elementos musicales de la lengua sueca dentro de la poesía; su estilo es reconocido por las sutilezas de color, imágenes y voz logradas por una combinación de ritmo, rima, y otras formas de juego armónico de sonido.
Una muestra típica de su estilo y concepción se puede ver en estos versos extraídos de Rosen (1811), ”La rosa”.
Ett hjärta blott slår i det eviga allt!
En lag blott jag lyder: vad detta befallt!
I tusende skepnader klappar dess blod,
Och alla sig läska ur varandets flod.
Så delar jag med mig, till tidens fördriv,
Den flödande strömmen av tjusande liv;
Vad mer, om där skummar förgängelsens våg,
Blott rytm är i störtande timmarnas tåg?

Traducción castellana libre:
¡Tan solo un corazón late en la entera eternidad!
¡Tan solo una ley obedezco: la que él ha dictado!
En infinitas manifestaciones bate su sangre
y todos sacian la sed en ese gran río de existencia.
Así comparto conmigo, hasta que el tiempo se consuma,
esa corriente que fluye, llena del encanto de la vida;
si esa ola de lo que pasa y sucumbe forma espuma,
¿no es eso tan solo el ritmo, en la apurada procesión de las horas?

## Algunas obras
- Blommorna ("Las flores") 1812
- Fågel blå ("Pájaro azul"[3]) 1813-1814?

(aparece en el tercer tomo de su colección póstuma de poesía, editada en 1858).
- Lycksalighetens ö (La isla de la felicidad) 1824-27

Atterbom escribió también baladas que han sido musicalizadas y grabadas por Allmänna sången y Orphei drängar, los dos grupos más conocidos de canto tradicional estudiantil sueco, basados en Upsala.